# Deon Cars

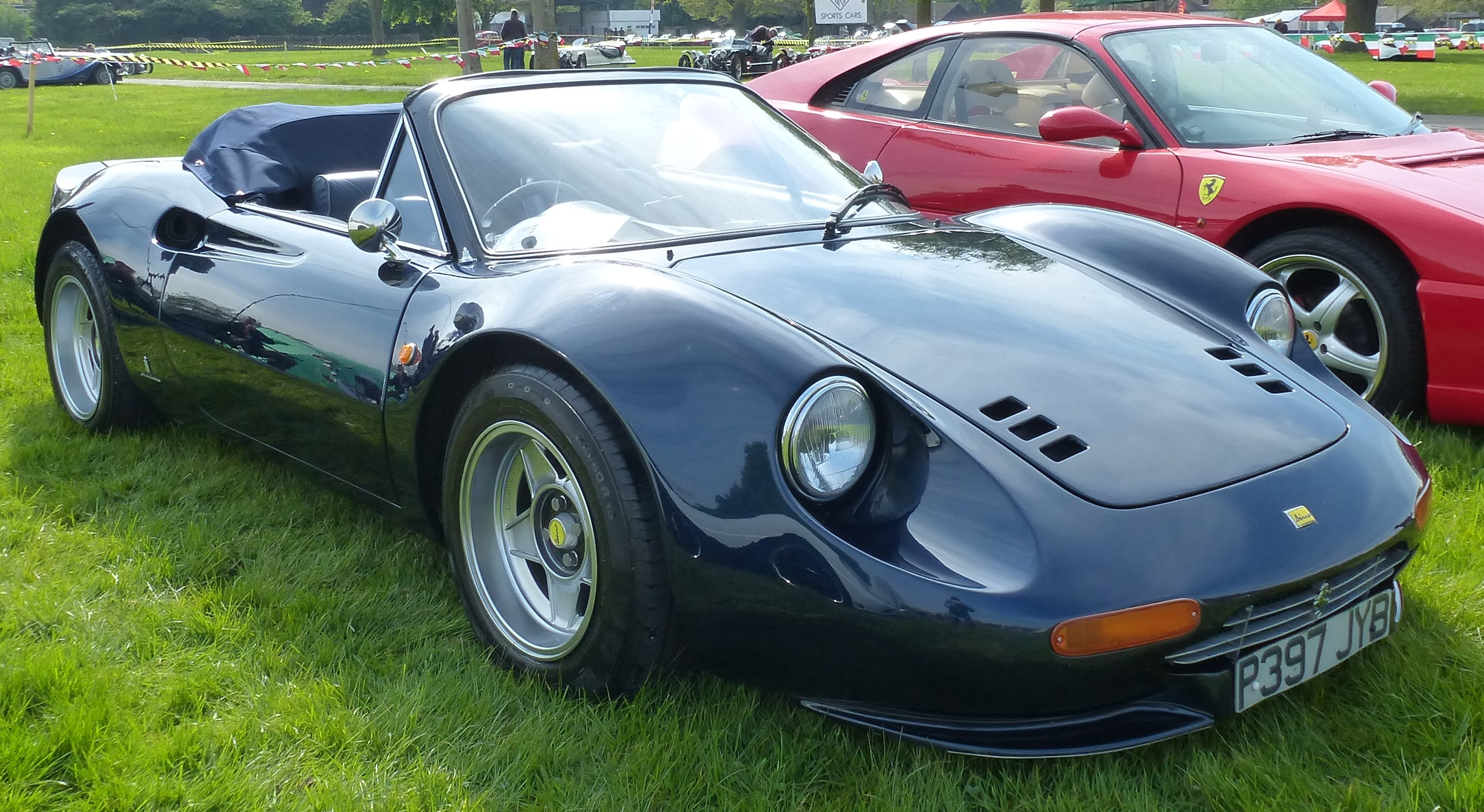
Deon Scoperto

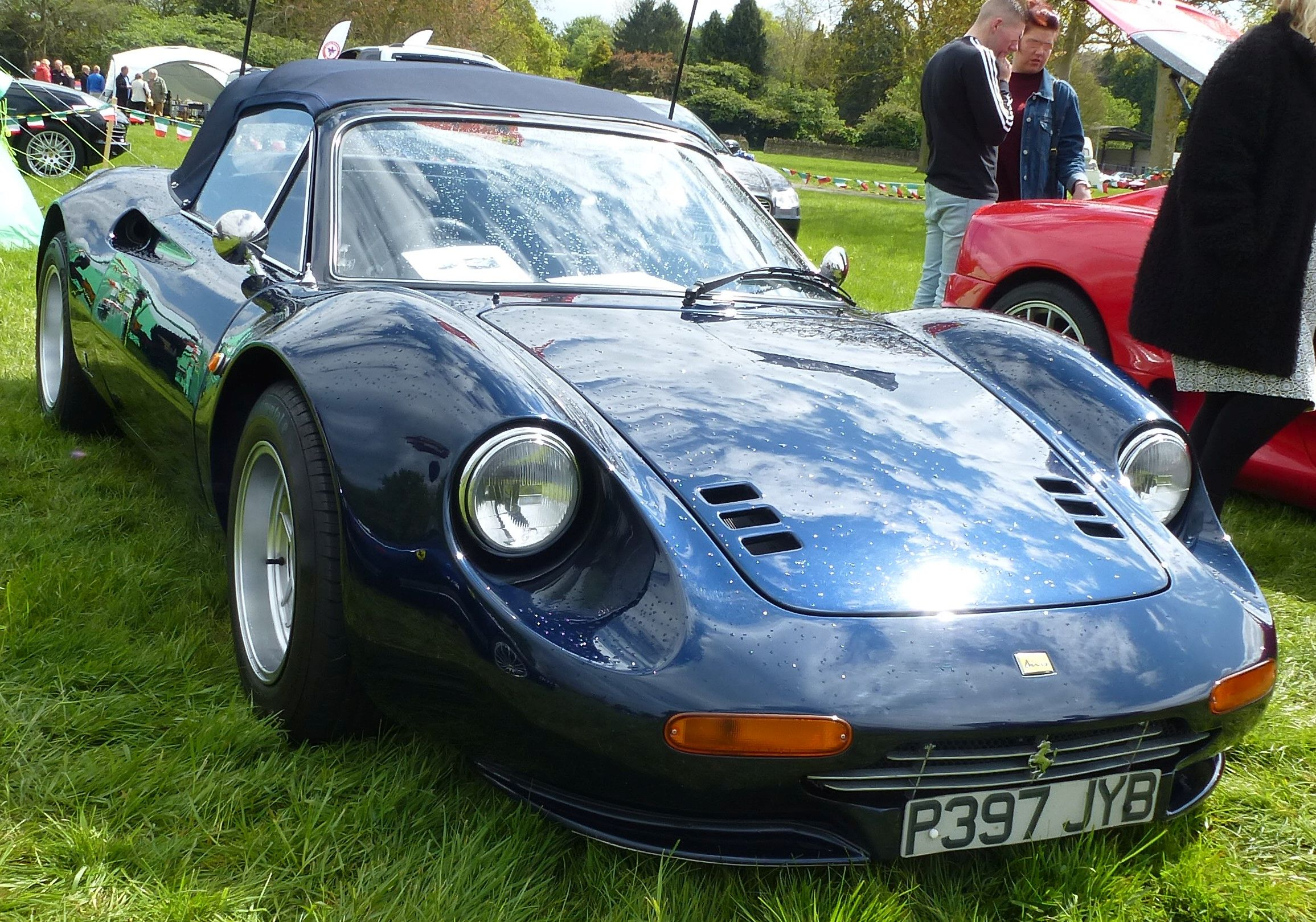
Deon Scoperto

Deon Cars, vorher JH Classics und Deon Limited, war ein britischer Hersteller von Automobilen.

## Unternehmensgeschichte
John Hurst gründete 1987 JH Classics in Clacton-on-Sea in der Grafschaft Essex als Nachfolgeunternehmen von Daytona Classics. Die Produktion von Automobilen und Kits begann. Der Markenname lautete Deon, anfangs möglicherweise DGT. Es bestand eine Zusammenarbeit mit Swindon Sportscars und Fibreglass Applications. 1988 zog das Unternehmen nach Sutton Veny bei Warminster in Dorset. 1991 erfolgte eine Umbenennung in Deon Limited und der Umzug nach Ilminster in der Grafschaft Somerset. Anfang 1993 kam das vorläufige Aus. Zwischen 1995 und 1998 setzte Deon Cars die Produktion fort. Insgesamt entstanden über 300 Exemplare.
John Hurst gründete 2010 ein neues Unternehmen namens JH Classics in der Nähe von Taunton und vermarktet seit 2011 Fahrzeuge als JH.

## Fahrzeuge
Der DGT war das erfolgreichste Modell mit etwa 220 verkauften Exemplaren. Es war die Nachbildung eines Dino 246 GT als Coupé und entsprach dem Modell AD 206 von Daytona Classics. Auf einen Rohrrahmen wurde eine Karosserie aus Fiberglas montiert. Die Radaufhängungen kamen vom Fiat 124 (vorne) bzw. Lancia Beta (hinten). Für den Antrieb sorgte ein Vierzylindermotor von Lancia.
Der GTS als Ausführung des DGT mit Targadach erschien 1989.
Der Scoperto war die Roadster-Version des DGT. Sie fand zwischen 1991 und 1997 28 Käufer.
Von einer Leichtbau-Variante des DGT als Roadster namens DGT Le Mans entstanden zwischen 1991 und 1997 zwei Exemplare.
Der Mirabeau ähnelte zwar weiterhin einem Dino, unterschied sich allerdings in einigen Details. Die Ausführung als Roadster ist überliefert. Für den Antrieb standen der bekannte Vierzylindermotor von Lancia sowie ein V6-Motor von Ford mit 2900 cm³ Hubraum zur Verfügung. Zwischen 1991 und 1998 entstanden 63 Exemplare.